# Semilla sintética
En biotecnología, se denomina semilla sintética a un embrión somático encapsulado. Esta semilla se diferencia de la semilla verdadera en que el embrión es somático (es decir, producido por el fenómeno conocido como embriogénesis somática) y no cigótico y que si tiene endosperma y cubierta seminal, éstos son artificiales.
La mayoría de las plantas de interés económico se propagan mediante semillas verdaderas. Estas constituyen excelentes propágulos que pueden ser producidos a bajo costo, en forma rápida, y pueden ser sembrados mecánicamente. Además, la mayoría de ellas pueden
ser conservadas fácilmente por mucho tiempo. Sin embargo, hay muchas plantas que no se pueden multiplicar mediante semillas verdaderas y lo hacen a través de partes vegetativas (propagación vegetativa, como es el caso de la caña de azúcar, mandioca, ajo, frutilla, papa, batata, varias especies de árboles y de plantas ornamentales). Otras especies tienen semillas de poca calidad, como es el caso de muchas coníferas). En otros casos, si bien las plantas pueden propagarse por semillas, presentan dificultades para su germinación (el caso de la yerba mate).  En todas estas situaciones el uso de semillas sintéticas sería beneficioso. Las plantas obtenidas a partir de las mismas son clones, es decir cada planta derivada de una semilla sintética será una copia fiel de la planta madre, y se podrían sembrar utilizando sembradoras similares a las que hoy se emplean con las semillas verdaderas. Además, las semillas sintéticas podrían actuar como vehículo de [[reguladores
de crecimiento]], microorganismos y pesticidas que se quieran incorporar durante la siembra, los costos de los trasplantes se verían reducidos, los cultivos así obtenidos serían genéticamente uniformes y podrían ser comercializadas ciertos híbridos de plantas resultantes de costosas manipulaciones manuales.